# Spotify
Spotify Technology S.A. är ett svenskt multinationellt företag som sedan den 7 oktober 2008 tillhandahåller en tjänst för att lyssna till strömmad musik och poddradioprogram över internet.
Sedan 2015 är Spotify världens största musiktjänst på internet och i december 2023 hade Spotify 602 miljoner månatligt aktiva användare.
I november 2021 förvärvade Spotify ljudboksplattfomen Findaway med ambitionen att ha ett brett utbud med allt som har med ljud att göra.

## Statistik
I mars 2011, 2,5 år efter lanseringen, hade Spotify en miljon betalande användare. Tjänsten har kommit att bli världens största i sitt slag, med sin omfattande musikkatalog och sitt snabbt växande antal användare; 2019 hade Spotify över 100 miljoner betalande användare världen över och ytterligare 129 miljoner som använder den reklamfinansierade gratisversionen.
Enligt en undersökning gjord av Internetstiftelsen i Sverige år 2019 lyssnade 70 procent av de svenska internetanvändarna på Spotify, varav 37 procent lyssnade dagligen. År 2014 var samma siffra 58 procent som lyssnade och 38 procent som lyssnade dagligen. I åldersgruppen 12–35 år lyssnade 9 av 10 på Spotify och mer än hälften lyssnade dagligen. Allra störst var lyssnandet bland 16–25-åringar.

## Företaget
Spotify startades i april 2006 av entreprenörerna Daniel Ek och Tradedoubler-grundaren Martin Lorentzon i direkt samarbete med en rad av världens främsta skivbolag. Så väl Lorentzon som Ek hade tjänat pengar på internetannonser i den första IT-boomen i Sverige. Medgrundaren till Tradedoubler, Felix Hagnö, blev en av Spotifys första stora externa investerare.
Spotify lanserades under en period som var svår för musikbranschen. Minskad betalningsvilja och illegal fildelning hade gjort att branschens intäkter halverats. Daniel Ek och Martin Lorentzon lade två år på att resa runt och presentera sin nya distributionsmodell – att strömma musik istället för att äga den – inför de stora musikbolagen. Grundarnas initiala tanke var att Spotify skulle vara gratis och reklamfinansierad men skivbolagen, som inte ville att användarna skulle gå över till andra tjänster, bidrog till att det även skapades en prenumerationstjänst. Efter 2,5 år var alla avtal på plats och Spotify kunde lanseras i början av november 2008.
Koncernen har holdingbolaget Spotify Technology S.A. i Luxemburg men huvudkontor i Stockholm, dessutom finns kontor i Göteborg och Borås under det svenska bolaget Spotify AB. 
I mars 2011 lanserades Spotify i USA och fick draghjälp av Napstergrundaren Sean Parker och Facebookgrundaren Mark Zuckerberg.
I juli 2017 fanns Spotifys tjänster etablerade i 61 länder med drygt 140 miljoner användare, varav 60 miljoner betalande prenumeranter. Koncernen innefattade vid samma tid över 1600 anställda globalt, varav 750 på huvudkontoret i Stockholm. Åren 2006-2016 har de betalat ut drygt 5 miljarder amerikanska dollar (≈40,5 miljarder SEK) till skivindustrins rättighetsinnehavare.
I december 2017 ingick Spotify ett strategiskt samarbete med kinesiska Tencent, då företagen bytte aktieposter med varandra. Bytet resulterade i att Spotify blev ägare till 9 % av Tencent Music Entertainment, samt att Tencent blev ägare till 7,5 % av Spotify. 2019 utökade Tencent sitt innehav till 9,2 %.
Nästan tio år efter lanseringen, i april 2018, börsintroducerades Spotify i New York. Vid börsens stängning var Ek och Lorentzons aktier värda 45 miljarder kronor och även många andra av de tidigt anställda, som tidigt erbjöds personaloption blev mångmiljonärer.

### Avtal med skivindustrin
Spotify ägs till ca en femtedel av och har knutit avtal med bland annat några av världens fyra största skivbolag Universal Music Group, EMI Music, Warner Music Group och Sony BMG,[förklaring behövs] samt med mindre skivbolag såsom Merlin, The Orchard och Bonnier Amigo för att deras musik ska kunna erbjudas i Spotify-tjänsten. Man har även slutit avtal med tonsättarnas upphovsrättsorganisation STIM samt med skivbolagens intresseorganisation IFPI. Den 6 februari 2009 slöts ett avtal med bland andra CDBaby och Record Union, som är en av de största distributörerna av musik från oberoende musiker.
Olika artister och skivbolag har genom åren på grund av låga ersättningsnivåer och krympande skivförsäljning hotat med att lämna Spotify men har för det mesta sett sig tvungna att vara kvar, då Spotify blivit världens främsta källa för musikförmedling. Våren 2015 översteg marknaden för musikströmning för första gången marknaden för skivförsäljning i USA och enligt beräkningar förfogade Spotify över mer resurser än hela den amerikanska skivindustrin, då Spotify beräknades ha tillgångar på drygt 8 miljarder US-dollar.
Efter flera år av stora förluster inom skivförsäljningen hade Spotify blivit en ny räddningsväg för skivbolagen med kraftigt växande intäkter, där så mycket som 75% av intäkterna kom från Spotify 2014. Dock har Spotify själv hittills dragits med stora resultatunderskott på grund av stora investeringar och expansionskostnader. Omkring 10% av intäkterna kom 2013 från reklamförsäljning, resterande från betalande prenumeranters månadsavgifter. 20% av intäkterna härrörde från Sverige, 80% från övriga världen. Den totala omsättningen var 2015 på motsvarande 18 miljarder kronor. Spotify fick en varning från Bolagsverket, då de 2013 inkom med sin årsredovisning för Spotify AB först i december, flera månader för sent enligt regelverket.
Artister som är anslutna till stora skivbolag betalas mångfaldigt mer per spelad låt än artister på små bolag.

## Spotify-tjänster

Världskarta där länder med tillgång till Spotify är markerade i grönt (mars 2019).

Spotify startades tillsammans med skivbranschen 2006 som en lösning för att försöka komma till rätta med det omfattande internationella problemet med datoranvändares fildelning av musik, filmer etc. Det var också avsett som ett svar på kritiken mot dyra skivor och "giriga skivbolag", ett nytt sätt att lagligt kunna ta del av musik och samtidigt kunna erbjuda musikbranschens parter en viss ekonomisk ersättning, i likhet med avtalade ersättningar som utbetalas vid lån av verk på bibliotek.
Under de första åren lanserades Spotify som en exklusiv musikklubbsliknande tjänst i princip enbart tillgänglig för särskilt inbjudna eller för de som rekommenderats av någon redan inbjuden. Efter fyra år, i augusti 2010, ändrades den slutna policyn med lanseringen av tjänsten Spotify Open, vilken gjordes tillgänglig för alla med en viss mängd gratis lyssning per månad avbrutet av reklaminslag med jämna mellanrum. I september 2011 upphörde Spotify Open och ersattes av den nuvarande formen Spotify Free med något modifierade villkor. En begränsning för alla gratisanvändare till 10 timmar musik per månad och fem gångers lyssning per melodi ersattes 29 mars 2012 med att begränsningen för hur många gånger en melodi får spelas upphör efter sex månaders medlemskap.
Det är endast i gratisversionen av Spotify som reklam förekommer, både i form av webbannonser och som ljud. Spotify hade en testperiod under sommaren 2008 där man justerade hur ofta och hur länge reklam skulle visas. Vid lanseringen var dock ljudreklamen ungefär 30 sekunder lång och spelades upp efter var 6:e låt. Idag kan flera ljudreklamer spelas upp direkt efter varandra. I slutet av mars 2009 utökades reklamen.

### Utökad satsning
I maj 2015 presenterade Spotify planer för en expansion in på angränsande områden, bland annat en satsning poddradio i samverkan med internationella radio-, tv- och mediabolag, att komplettera musiken med professionell video, framför allt musikvideo, och att bli en mer heltäckande "livsstilsföljeslagare". Företaget har kartlagt användares lyssnings- och vardagsmönster för att bland annat ta fram specialdesignade spellistor och låta kompositörer skriva speciell musik i olika tempo-inspelningar avsedd för förflyttning, motion och jogging, där musiken via en sensor automatiskt ska byta tempo i takt med användarens rörelsetempo. Spotifys verksamhet avses dock även fortsättningsvis vara baserad på musiktjänster i olika form.
År 2020 köpte Spotify de exklusiva rättigheterna till Joe Rogans podcast The Joe Rogan Experience för 200 miljoner dollar.

## Teknik
Spotify kallar tekniken on-demand streaming och använder det fria formatet Ogg Vorbis istället för MP3. Tekniken är en kombination av serverbaserad strömning och peer-to-peer-teknik. Det senare innebär att användarnas uppkoppling används för att skicka musik till andra användare. Låtarna cache-lagras på klientdatorn för att undvika onödig användning av bandbredd för att strömma samma låtar om och om igen. Applikationen kräver en bandbredd på åtminstone 256 kbit/s för att fungera bra; med en normal 3G-anslutning går det också utmärkt att lyssna. Spotify har en inbyggd last.fm-scrobblare som gör det möjligt för last.fm-användare att scrobbla (skicka information om sin musikhistoria till last.fm) sin musik till sin profil utan något plug-in som annars behövs om man använder till exempel Itunes.
Spotify-klienten är ett program, men finns också tillgänglig i en webbläsare-baserad version, i en publik betaversion. Spotify-applikationen finns för Windows och Mac OS, eventuellt kan en version för Linux komma att släppas i framtiden[när?] (programmet fungerar dock redan nu i Linux genom Wine, samt finns en preview-version för betalande kunder). Även en version för mobilplattformar som Iphone, Android, Windows Phone 8, Windows Phone 7, och Symbian har släppts. Spotifytjänsten för Iphone och Android släpptes natten till den 7 september 2009. Användaren laddar hem Spotify-applikationen till sin dator, och därefter strömmas musiken till användaren från Spotify-servrarna. Applikationen innehåller en sökfunktion som kan användas för att söka fram artister, album och enstaka låtar. Dessutom kan användaren sätta ihop sina egna spellistor, som de sedan kan dela med sig av till andra användare. Har användaren valt att märka sin spellista som "collaborative", kan även andra användare lägga till låtar i spellistan efter eget tycke. Spellistor skapade i Spotify kan delas med andra användare via applikationen i sig, detta eftersom man kan koppla sitt Spotifykonto till sitt Facebookkonto så man kan se vad ens "vänner" lyssnar på. Det finns också flera hemsidor gjorda av Spotify-fans där användare själva kan lägga in och betygsätta spellistor. Man kan länka till specifika låtar, artister, album och spellistor med hjälp av en speciell URL, som kan skickas till andra Spotify-användare via chattprogram, e-post eller läggas upp på webbplatser.
Från och med 24 april 2010 kan man även lyssna på låtar som man har lagrade på sin egen dator. Man kan även lägga till låtarna i spellistor. Om man delar en spellista med någon låt man har sparad på datorn så kommer inte andra användare att kunna lyssna på dem, utan då måste de också ha låten lagrad på sin dator.

### Tredjeparts-applikationer
Hösten 2009 lanserade Spotify sitt Metadata API, vilket ger utvecklare möjligheten att söka i Spotifys bibliotek samt slå upp information om låtar, artister och album. 
Detta har spätt på utbudet av tredjeparts-applikationer, som hjälper användarna med de delar som saknas i den vanliga Spotify-klienten.
Några exempel är Spotiseek och Spotibot, som erbjuder rekommendationer på ny musik baserat på användarens favoritmusik. Dessutom finns det flera sajter som erbjuder förfinad Spotify, till exempel Cleanify och spo.tl, och ett antal andra webbtjänster.

## Betalningsmodell
Spotify använder sig av freemium-affärsmodellen. Tjänsten finns i tre olika varianter där en är gratis reklamfinansierad variant och två premium-versioner där man betalar en månadsavgift för att få en reklamfri applikation. Användaren skapar ett konto för att använda programvaran. Detta konto kan användas på flera enheter, men användaren kan bara spela musik på en enhet åt gången. Spotify var fram till 7 oktober 2008 endast tillgänglig i en betaversion som kunde användas av inbjudna testare, innan applikationen fritt släpptes till allmänheten. Före 18 maj 2010 krävdes det att man tecknade ett betalkonto eller fick en inbjudan för att få använda tjänsten. Den 1 maj 2011 infördes flera begränsningar i den betalfria versionen.
Spotify släpptes inledningsvis i Sverige, Storbritannien, Tyskland, Frankrike, Italien, Spanien, Finland, och Norge, men fler marknader är planerade. I mars 2009 hade Spotify 1,4 miljoner användare. Om man dock inte skulle hitta en inbjudan och inte vill betala månadsvis kan man för 99 kr registrera ett premiumkonto och sedan avbryta prenumerationen. Då övergår statusen på ens konto automatiskt till ett gratiskonto när man ej fortsätter att betala. När man skaffar sig ett premium-konto får man även med sig två stycken inbjudningar. Från den 14 juli 2011 fungerar tjänsten även i USA.
År 2008 omsatte bolaget 725 000 kronor. Verksamhetsåret 2009 omsatte Spotify 90 miljoner med en vinst på 14 miljoner och därmed det första året i dess historia som de gått med vinst. 8 mars 2011 meddelade Spotify att de hade en miljon betalande medlemmar, vilket gjorde tjänsten till världens största musikbetaltjänst. Mindre än ett halvt år senare, augusti 2011 hade tjänsten 1,9 miljoner betalande medlemmar.
Den 22 september 2011 inleddes ett samarbete med Facebook där en användare som har kopplat sitt konto till Facebook kan lyssna på låtarna direkt via Facebook och låtarna som användare lyssnar på visas även i loggen. Man införde då också krav på konto hos Facebook för nya kunder.

## Kritik och villkor
Spotify har rosats av många medier, artister och privatpersoner för att vara ett smart sätt att ständigt nå ut med laglig, frivillig och allsidig musik till ett stort antal lyssnare utan att det kostar alltför mycket för konsumenten. Vissa musikgenrer har dock ansetts underrepresenterade och vissa artister har valt att stå utanför tjänsten med sin musik. Det har diskuterats en möjlighet för musikskapare utan skivkontrakt eller med egna skivbolag att de ska kunna lägga in sina alster direkt på Spotify. På grund av kontrollsvårigheter har man dock valt en modell där dessa kan ansluta sig till någon av de kontrakterade parter som hanterar teknik för sådan registrering och på så vis bli representerade i Spotifys musikarkiv.
Vissa artister har i spåren av sjunkande skivförsäljning framfört viss kritik mot tjänsten, bland annat Magnus Uggla som i sin blogg och för Aftonbladet år 2009 visade sin frustration över de låga ersättningarna till artisterna i samband med att artisternas musik släppts fri på Spotify. I november 2014 väckte det internationell uppmärksamhet när Taylor Swift meddelade att hon på grund av missnöje med de låga ersättningsnivåerna valde att dra tillbaka i princip all sin musik från Spotify.  I samband med den större nylanseringen av konkurrenten Tidal ryktades att även vissa andra amerikanska artister, såsom Madonna och Kanye West, skulle komma att följa Swifts exempel, då de också blev delägare i Tidal. Deras musik finns dock ännu kvar även på Spotify (augusti 2015).
I augusti 2015 höjdes internationell kritik mot Spotifys nya satsning på att närmare kartlägga medlemmarnas livsvanor, rörelsemönster etc. för att kunna "skräddarsy förbättrade upplevelser för våra användare och bygga nya, personliga produkter för framtiden". Bland annat tidningen Forbes ansåg det vara ett stort intrång i den personliga integriteten, vilket tillbakavisades av Daniel Ek, som hänvisade till "full transparens" och menade att kartläggningen behövdes för bolagets nya satsningar på livsstilstjänster.
I januari 2025 publicerade musikjournalisten Liz Pelly boken "Mood Machine: The Rise of Spotify and the Cost of the Perfect Playlist" där det genom över 100 intervjuer med musiker, branschmänniskor och Spotify-anställda framkommer att Spotify för att öka sina marginaler beställer specialgjord genremusik av anonyma "fejk-artister" till en låg kostnad och inkluderar den i sina spellistor. Svenska Epidemic Sound identifieras som en av producenterna av denna lågkostnadsmusik.

## Böcker om Spotify
- Eriksson, Maria, Fleischer, Rasmus, Johansson, Anna, Snickars, Pelle och Vonderau, Patrick (2018), Spotify Teardown: Inside the Black Box of Streaming Music, MIT Press
- Fleischer, Rasmus och Snickars, Pelle (2018), Den svenska enhörningen, Mondial

## Alternativ teknik

### Despotify
Det finns även en inofficiell fri klient, skriven i programspråket C, kallad Despotify som släppts av anonyma programmerare. Despotify är en textbaserad klient och fungerar på alla operativsystem som stödjer CoreAudio eller PulseAudio, vilket innebär stöd för Linux, Solaris, FreeBSD, NetBSD, Mac OS och Windows.
Spotify blockerade i april 2009 användandet av Despotify för abonnenter som har gratisversionen eller versionen med dagspass, men inte för personer med Premium-medlemskap. Personerna bakom Despotify uttalade sig angående detta och sa att de inte skulle göra några försök att kringgå blockeringen, men att andra är fria att modifiera koden om de så önskar.
Despotify är resultatet av en stor mängd tid ägnad åt reverse engineering på Spotifys officiella program. Spotifys användarvillkor tillåter inte reverse engineering.